# Lijst van onroerend erfgoed in Liedekerke
Een overzicht van het onroerend erfgoed in de gemeente Liedekerke. Het onroerend erfgoed maakt deel uit van het cultureel erfgoed in België.
| Object                    | Erfgoedstatus? | Bouwjaar of architect                      | Deelgemeente | Adres              | Coördinaten                  | Nummer? | Afbeelding                |
| ------------------------- | -------------- | ------------------------------------------ | ------------ | ------------------ | ---------------------------- | ------- | ------------------------- |
| Parochiekerk Sint-Niklaas |                |                                            | Liedekerke   | Gemeenteplein 12   | 50° 52' 14" NB, 4° 4' 57" OL | 40011   | Parochiekerk Sint-Niklaas |
| Waaggebouw                |                |                                            | Liedekerke   | Kasteelstraat 4-6  | 50° 52' 16" NB, 4° 4' 52" OL | 40015   | Waaggebouw                |
| Woning Heeremans-Moens    | Monument       | 1938 Huib Hoste, Jean Canneel-Claes (tuin) | Liedekerke   | Houtmarktstraat 45 | 50° 52' 9" NB, 4° 4' 48" OL  | 200035  | Woning Heeremans-Moens    |